# Malte Gallée
Malte Gallée (ur. 5 września 1993 w Schwäbisch Gmünd) – niemiecki polityk, deputowany do Parlamentu Europejskiego IX kadencji.

## Życiorys
Kształcił się w zakresie filozofii i ekonomii na Uniwersytecie w Bayreuth. Jako wolontariusz przez 12 miesięcy pracował przy projektach dotyczących energii odnawialnej w Tanzanii. Działacz Zielonych i jej młodzieżówki Grüne Jugend. Był kandydatem swojej partii w wyborach europejskich w 2019. Mandat deputowanego do PE IX kadencji objął w grudniu 2021, zastępując Svena Giegolda. W marcu 2024 zrezygnował z zasiadania w Europarlamencie. Doszło do tego po ujawnieniu, że jego współpracownicy zarzucili mu molestowanie seksualne i mobbing.